# Chartes anglo-saxonnes

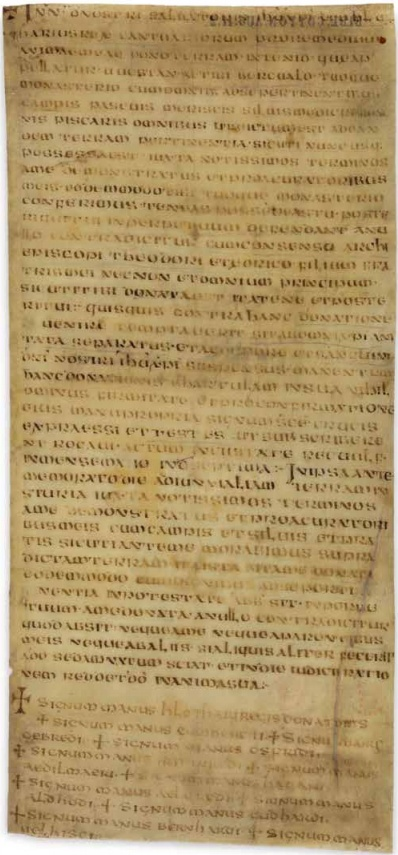
Cette charte du roi Hlothhere de Kent, datée de 679, est la plus ancienne à subsister encore sous sa forme d'origine.

Les chartes anglo-saxonnes sont des documents datant de la période anglo-saxonne de l'histoire de l'Angleterre, pour laquelle elles constituent une source d'informations précieuse. Les premières chartes connues datent de la fin du VIIe siècle. Il en subsiste plus d'un millier, généralement référencées par leur numéro de catalogue tel qu'établi par l'historien Peter Hayes Sawyer en 1968.

## Typologie
Elles sont communément divisées en trois types de documents : les diplômes (ou chartes à proprement parler), les writs et les testaments.
Les diplômes sont des chartes par lesquelles les rois concèdent des terres ou des privilèges à un établissement religieux ou à un laïc. Ils présentent une structure systématique : la première partie, communément en latin, décrit la transaction en elle-même ; la deuxième, souvent en vieil anglais, décrit précisément les limites du terrain concerné ; la dernière partie est une liste de témoins.
Contrairement aux diplômes, les writs sont le plus souvent en vieil anglais et ne comportent pas de liste de témoins. Ils sont généralement plus courts que les diplômes, et sont authentifiés par le sceau royal. Ils décrivent un ordre donné par un souverain à un ou plusieurs de ses sujets.
Les testaments sont les plus rares des trois, et concernent des donations (pas seulement de terres) après la mort de l'auteur.

## Éditions modernes
Une vaste entreprise d'édition de l'intégralité du corpus des chartes anglo-saxonnes est en cours depuis 1973 sous l'égide de la British Academy et de la Royal Historical Society.
1. (en) A. Campbell (éd.), Charters of Rochester, Oxford, Oxford University Press, 1973, 69 p. (ISBN 0-19-725936-7).
2. (en) P. H. Sawyer (éd.), Charters of Burton Abbey, Oxford, Oxford University Press, 1979 (ISBN 978-0-19-725940-5).
3. (en) M. A. O'Donovan (éd.), Charters of Sherborne, Oxford, Oxford University Press, 1988 (ISBN 978-0-19-726051-7).
4. (en) S. E. Kelly (éd.), Charters of St Augustine's Abbey, Canterbury and Minster-in-Thanet, Oxford, Oxford University Press, 1995, 233 p. (ISBN 978-0-19-726143-9).
5. (en) S. E. Kelly (éd.), Charters of Shaftesbury Abbey, Oxford, Oxford University Press, 1996, 151 p. (ISBN 978-0-19-726151-4).
6. (en) S. E. Kelly (éd.), Charters of Selsey, Oxford, Oxford University Press, 1998, 123 p. (ISBN 0-19-726175-2).
7. (en) S. E. Kelly (éd.), Charters of Abingdon Abbey, Part 1, Oxford, Oxford University Press, 2000 (ISBN 0-19-726217-1).
8. (en) S. E. Kelly (éd.), Charters of Abingdon Abbey, Part 2, Oxford, Oxford University Press, 2001 (ISBN 0-19-726221-X).
9. (en) Sean Miller (éd.), Charters of the New Minster, Winchester, Oxford, Oxford University Press, 2001, 244 p. (ISBN 0-19-726223-6).
10. (en) S. E. Kelly (éd.), Charters of St Paul's, London, Oxford, Oxford University Press, 2004, 243 p. (ISBN 978-0-19-726299-3, lire en ligne).
11. (en) S. E. Kelly (éd.), Charters of Malmesbury Abbey, Oxford, Oxford University Press, 2005, 328 p. (ISBN 978-0-19-726317-4, lire en ligne).
12. (en) Julia Crick (éd.), Charters of St Albans, Oxford, Oxford University Press, 2007, 302 p. (ISBN 978-0-19-726396-9).
13. (en) S. E. Kelly (éd.), Charters of Bath and Wells, Oxford, Oxford University Press, 2007, 279 p. (ISBN 978-0-19-726397-6).
14. (en) S. E. Kelly (éd.), Charters of Peterborough Abbey, Oxford, Oxford University Press, 2009, 233 p. (ISBN 978-0-19-726438-6).
15. (en) S. E. Kelly (éd.), Charters of Glastonbury Abbey, Oxford, Oxford University Press, 2012, 380 p. (ISBN 978-0-19-726507-9).
16. (en) D. A. Woodman (éd.), Charters of Northern Houses, Oxford, Oxford University Press, 2012, 450 p. (ISBN 978-0-19-726529-1).
17. (en) S. E. Kelly (éd.), Charters of Christchurch, Canterbury, Part 1, Oxford, Oxford University Press, 2013 (ISBN 978-0-19-726535-2).
18. (en) S. E. Kelly (éd.), Charters of Christchurch, Canterbury, Part 2, Oxford, Oxford University Press, 2013 (ISBN 978-0-19-726536-9).
19. (en) S. E. Kelly (éd.), Charters of Chertsey Abbey, Oxford, Oxford University Press, 2015, 200 p. (ISBN 978-0-19-726556-7).

- (en) Simon Keynes (éd.), Facsimiles of Anglo-Saxon Charters, Oxford, Oxford University Press, 1991, 12 p. (ISBN 0-19-726078-0) (hors-série).